# Atentatul de la Sarajevo (film din 1975)
Atentatul de la Sarajevo (titlul original: în sârbocroată Atentat u Sarajevu) este un film dramatic realizat în 1975 în coproducție iugoslavo-cehoslovaco-vestgermană, în regia lui Veljko Bulajić. În film este vorba despre pregătirea și ducerea la capăt a atentatului din Sarajevo la 28 iunie 1914, asupra urmașului tronului austro-ungar Franz Ferdinand al Austriei și al soției acestuia Sophie Chotek, în care aceștia au fost omorâți, cea ce a dus la izbucnirea Primului Război Mondial.
Actorii Christopher Plummer, Florinda Bolkan, Maximilian Schell și Irfan Mensur au fost distribuiți în rolurile principale.

## Distribuție
- Christopher Plummer – Franz Ferdinand, arhiduce
- Florinda Bolkan – Sophie Chotek, soția sa
- Maximilian Schell – Djuro Šarac
- Irfan Mensur – Gavrilo Princip
- Radoš Bajić – Nedeljko Čabrinović
- Jan Hrušínský – Trifko Grabež
- Branko Đurić – Danilo Ilić
- Libuše Šafránková – Jelena
- Ivan Vyskočil – Mehmedbasic
- Otomar Korbelář – împăratul Franz Joseph I
- Hannjo Hasse – Wilhelm al II-lea
- Wilhelm Koch-Hooge – Franz Konrad
- Jiří Holý – Merizzi
- Nelly Gaierová – contesa Langus
- Jiří Kodet – Morsley
- în alte roluri: Otakar Brousek (Senior), Stanislav Hájek, Eugen Jegorov, Ilona Jirotková, Hans Klering, František Němec, Jan Pohan

## Lansare
Filmul „Atentatul de la Sarajevo” a avut premiera în Jugoslavia pe data de 31 octombrie 1975.
În România premiera filmului a avut loc la data de 3 octombrie 1977 la cinematograful „Patria” din capitală.

## Premii și nominalizări
- 1976: Premiu pentru Veljko Bulajić la Festivalul Internațional de Film de la San Sebastián, unde a primit o mențiune specială
- 1976: contribuția Iugoslaviei la Oscar în categoria cel mai bun film străin fără să ajungă în finală